# MÁVAG-Typ 78
Als Typ 78 bezeichnete die Budapester Maschinenfabrik MÁVAG eine Baureihe schmalspuriger Tenderlokomotive für Bosnische Spur (760 mm).

## Geschichte
Der Typ 78 war Teil einer Typenreihe von Schmalspurlokomotiven, die von der MÁVAG insbesondere für Feld- und Waldbahnen konzipiert worden waren. Die Maschinen des Typs 78 wurden von 1908 bis 1914 in einer Stückzahl von 18 Maschinen gebaut. Neben diversen privaten Industriebahnen gehörte auch die dem öffentlichen Verkehr dienende Borzsatalbahn und die k.u.k. Heeresbahn zu den Abnehmern dieses Typs.

## Technische Merkmale
Die Lokomotiven besaßen einen aus zwei Schüssen bestehenden Langkessel mit einem Dampfdom. Auf dem zweiten Kesselschuss war der Sandkasten angeordnet. Die zweite Bauserie Typ 78.1 erhielt einen geringfügig größeren Dampferzeuger. Alle holzgefeuerten Lokomotiven waren mit einem Kobelschornstein ausgerüstet.
Als Dampfmaschine diente ein Zweizylinder-Triebwerk mit einfacher Dampfdehnung und Stephensonsteuerung. Angetrieben wurde die dritte Kuppelachse.
Die Treibachsen waren starr in einem Außenrahmen gelagert.
Der Wasservorrat von 1,25 m³ befand sich in zwei seitlichen Wasserkästen. Der Brennstoffvorrat befand sich hinter dem Führerhaus.

## Einsatz

### Borzsavölgyi Gazdasági Vasút (Borzsatalbahn)
Vier Lokomotiven kamen 1909 fabrikneu zur Borzsavölgyi Gazdasági Vasút (BGV) im damaligen Oberungarn. Sie erhielten dort die Nummern 21 bis 24. Zwei der Lokomotiven wurden während des Ersten Weltkriegs von der k.u.k. Heeresbahn beschlagnahmt, die anderen zwei kamen 1923 als U 34.001 und U 34.002 in den Bestand der Tschechoslowakischen Staatsbahnen (ČSD). Als das Bahngebiet 1939 wieder an Ungarn fiel, wurden sie mit den Nummern 399,103 und 399,104 in den Bestand der Ungarischen Staatsbahn (MÁV) eingegliedert. Dort war die 399.103 in Debrecen stationiert und wurde 1961 ausgemustert, die 399.104 gelangte 1944 unter gleicher Nummer zu der CFR und wurde dort 1968 ausgemustert.

### k.u.k. Heeresbahn
Die k.uk. Heeresbahn erwarb 1913 drei Lokomotiven des MÁVAG-Typs 78.1, mit veränderten Parametern. Sie erhielten die Nummern III 3001 bis III 3003. Zwei der Lokomotiven kamen nach dem Ersten Weltkrieg zur Nyírvidéki Kisvasút (NyVKV) und 1939 zur MÁV, die sie als 399,101 und 399,102 einordnete. Die Dritte gelangte nach Polen, wo sie von den PKP mit der Nummer 1570 eingesetzt wurde. Während des Zweiten Weltkrieges gehörte die Lokomotive als 99 2513 zum Bestand der Deutschen Reichsbahn.
Weitere Lokomotiven wurden von der k.u.k. Heeresbahn bei verschiedenen Bahnen beschlagnahmt. Eine dieser Lokomotiven verblieb 1918 in der Tschechoslowakei und gelangte später als U 35.301 in den Bestand der ČSD.